# Vincent Schiavelli
Vincent Andrew Schiavelli (New York, 11 novembre 1948 – Polizzi Generosa, 26 dicembre 2005) è stato un attore, gastronomo e regista teatrale statunitense.
Attore caratterista di origini siciliane, recitò in oltre 150 film, tra cinema e televisione. Noto per i suoi numerosi e spesso acclamati dalla critica ruoli di supporto, nel 1997 la rivista Vanity Fair lo ha indicato come uno dei caratteristi più importanti del cinema statunitense.

## Biografia
Figlio unico di John Schiavelli e Katherine Coco, Vincent Schiavelli nacque a Brooklyn, New York, in una famiglia siculo-statunitense originaria di Polizzi Generosa, borgo in provincia di Palermo arroccato sulle Madonie, paese d'origine anche di parte della famiglia del regista Martin Scorsese. L'attore rivelò in varie interviste di essere molto legato ai ricordi dei suoi nonni, Andrea Coco e Carolina Vilardo, che praticamente lo crebbero. Da adolescente frequentò la Bishop Loughlin Memorial High School, per poi studiare recitazione alla New York University.
Iniziò a esibirsi sul palcoscenico nel 1960, e il suo primo ruolo cinematografico fu nel film Taking Off (1971) di Miloš Forman, in cui interpretò un consulente che insegna ai genitori di adolescenti in fuga a fumare marijuana al fine di comprendere meglio le esperienze dei loro figli.
Si mise in luce nel ruolo di uno dei pazienti del manicomio in Qualcuno volò sul nido del cuculo (1975), sempre di Forman, al fianco di Jack Nicholson, e in diversi altri film dello stesso regista, fino ad arrivare a partecipare a 98 film e ad effettuare 52 apparizioni come guest star in telefilm. Interpretò il primo ruolo gay della televisione americana, recitando nel 1972 nel ruolo di Peter Panama nel telefilm The Corner Bar.
Dal 1985 al 1988 Schiavelli fu sposato con l'attrice Allyce Beasley, dalla quale, nel 1987, ebbe il figlio Andrea. Nel 1990 ottenne un celebre ruolo nel film Ghost - Fantasma, diretto da Jerry Zucker, interpretando il fantasma della metropolitana che insegna al protagonista Sam Wheat (Patrick Swayze) a muovere gli oggetti. Nel 1992 sposò Carol Mukhalian, una arpista americana.
Schiavelli scrisse quattro libri tutti legati alla gastronomia, tra cui uno, Bruculinu, America - Remembrances of Sicilian-American Brooklyn, Told in Stories and Recipes, il racconto ironico di storie e ricette della vita dei siciliani nella Brooklyn di inizio secolo. In esso si parla del nonno dell'autore, "papà Andrea", cuoco presso un barone siciliano, capostipite dell'emigrazione a "Bruculinu".
L'unico premio vinto da Schiavelli in tutta la sua carriera è legato alla gastronomia, il James Beard Foundation Award, vinto nel 2001 per un articolo sulla cucina siciliana uscito sul Los Angeles Times. La passione gastronomica lo spinse a scrivere anche numerosi articoli su diverse prestigiose riviste, non solo di settore.
Sentendosi più siciliano che americano, nel 2003 si trasferì a Polizzi Generosa, e lì trascorse l'ultimo periodo della sua vita con la moglie. In Italia prese parte ai film Gli indesiderabili (2003) di Pasquale Scimeca, e Miracolo a Palermo! (2005) di Beppe Cino; nel 2004, assieme alla compagna, recitò nel videoclip del brano Annina di Max Gazzè.

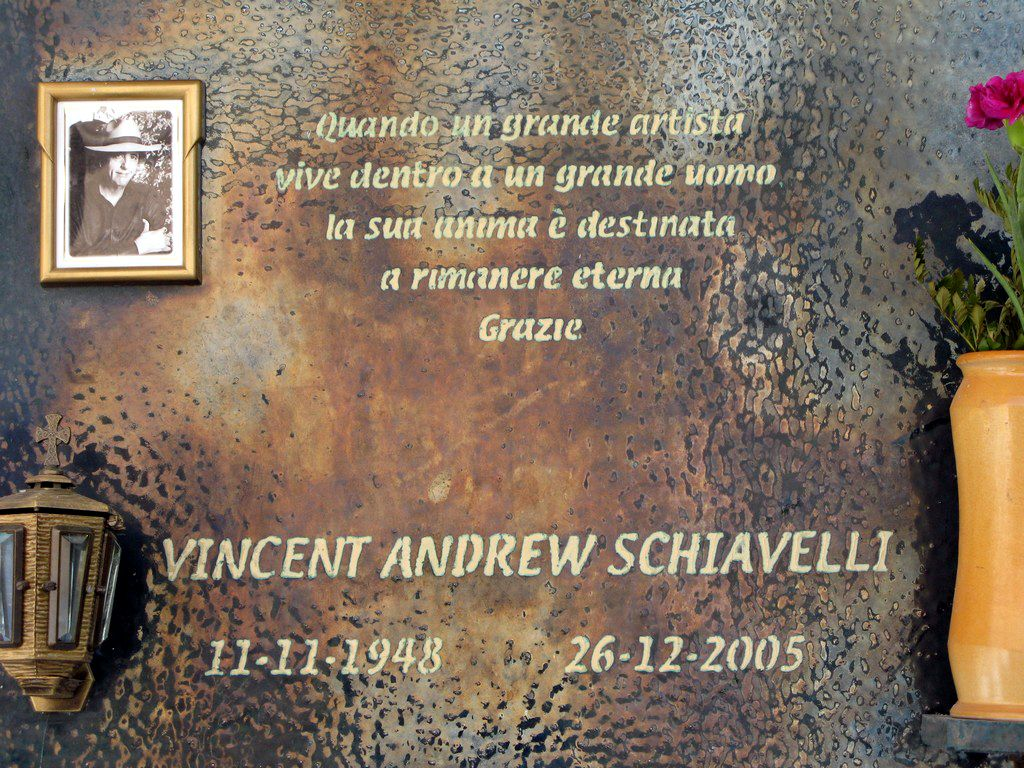
Tomba di Vincent Schiavelli al cimitero di Polizzi Generosa

Il 18 e il 19 novembre 2005 curò al Teatro Nuovo Montevergini di Palermo la regia di una commedia dialettale della compagna, L'invidia di Assuntina, spettacolo conclusivo della prima edizione del Palermo Teatro Festival.

### Morte
Vincent Schiavelli morì il 26 dicembre 2005 dopo una lunga malattia. Era affetto dalla sindrome di Marfan ed era presidente onorario della National Marfan Foundation, un'organizzazione che aiuta le persone colpite da questa malattia. Per l'occasione fu proclamato il lutto cittadino; la camera ardente fu allestita nella sala comunale del paese. Schiavelli è tumulato nel cimitero di Polizzi Generosa.
Nel 2006 uscì postumo il suo ultimo film, Nuovomondo di Emanuele Crialese.

## Filmografia parziale

### Cinema
- Taking Off, regia di Miloš Forman (1971)
- Qualcuno volò sul nido del cuculo (One Flew Over the Cuckoo's Nest), regia di Miloš Forman (1975)
- Scusi, dov'è il West? (The Frisco Kid), regia di Robert Aldrich (1979)
- Incontri stellari (The Return), regia di Greydon Clark (1980)
- American Pop, regia di Ralph Bakshi (1981)
- Night Shift - Turno di notte (Night Shift), regia di Ron Howard (1982)
- Fuori di testa (Fast Times at Ridgemont High), regia di Amy Heckerling (1982)
- Le avventure di Buckaroo Banzai nella quarta dimensione (The Adventures of Buckaroo Banzai Across the 8th Dimension), regia di W. D. Richter (1984)
- Amadeus, regia di Miloš Forman (1984)
- Sapore di hamburger (Better Off Dead...), regia di Savage Steve Holland (1985)
- Valmont, regia di Miloš Forman (1989)
- Ghost - Fantasma (Ghost), regia di Jerry Zucker (1990)
- Aspettando la luce (Waiting for the light), regia di Christopher Monger (1990)
- Non dirmelo... non ci credo (Another You), regia di Maurice Phillips (1991)
- Batman - Il ritorno (Batman Returns), regia di Tim Burton (1992)
- Miracolo a Santa Monica (Miracle Beach), regia di Skott Snider (1992)
- La piccola principessa (A Little Princess), regia di Alfonso Cuarón (1995)
- Il signore delle illusioni (Clive Barker's Lord of Illusions), regia di Clive Barker (1995)
- Two Much - Uno di troppo (Two Much), regia di Fernando Trueba (1995)
- Larry Flynt - Oltre lo scandalo (The People vs. Larry Flynt), regia di Miloš Forman (1996)
- 007 - Il domani non muore mai (Tomorrow Never Dies), regia di Roger Spottiswoode (1997)
- Milo, regia di Pascal Franchot (1998)
- Fino all'inferno (Inferno), regia di John G. Avildsen (1999)
- Man on the Moon, regia di Miloš Forman (1999)
- Tre canaglie e un galeotto (Treehouse Hostage),  regia di Sean McNamara (1999)
- Eliminate Smoochy (Death to Smoochy), regia di Danny DeVito (2002)
- Solino, regia di Fatih Akın (2002)
- Gli indesiderabili, regia di Pasquale Scimeca (2003)
- Miracolo a Palermo!, regia di Beppe Cino (2004)
- Nuovomondo, regia di Emanuele Crialese (2006) - postumo
- Oliviero Rising, regia di Riki Roseo (2007) – postumo
- The Passport, regia di Amund Lie – cortometraggio (2010) - postumo

### Televisione
- Starsky & Hutch – serie TV, episodio 3x05 (1977)
- Charlie's Angels – serie TV, episodio 2x21 (1978)
- Moonlighting – serie TV, episodio 1x05 (1985)
- Star Trek: The Next Generation – serie TV, episodio 1x20 (1988)
- Highlander (Highlander: The Series) – serie TV, episodio 1x04 (1992)
- La montagna della strega (Escape to Witch Mountain), regia di Peter Rader – film TV (1995)
- X-Files (The X-Files) – serie TV, episodio 20x02 (1995)
- Sabrina, vita da strega (Sabrina, the Teenage Witch) – serie TV, 1 episodio (2000)
- La vera storia di Biancaneve (Snow White: The Fairest of Them All), regia di Caroline Thompson – film TV (2001)
- Ferrari, regia di Carlo Carlei – miniserie TV (2003)

## Doppiatori italiani
Nelle versioni in italiano delle opere in cui ha recitato, Vincent Schiavelli è stato doppiato da:
- Sandro Iovino ne Il ritorno di Butch Cassidy & Kid, 3 piccole pesti
- Sergio Matteucci in Charlie's Angels, Batman - Il ritorno
- Gianfranco Bellini in Fuori di testa, Star Trek - The Next Generation
- Daniele Tedeschi in Starsky & Hutch
- Luca Ward in Night Shift - Turno di notte
- Leo Gullotta in Amadeus
- Giovanni Petrucci in Pericolosamente Johnny
- Rodolfo Traversa in Moonlighting
- Gianni Bertoncin in Miami Vice
- Pietro Biondi in Ghost - Fantasma
- Antonio Sanna in Miracolo a Santa Monica
- Giorgio Lopez in X-Files
- Gil Baroni in La montagna della strega
- Sergio Romanò in La piccola principessa
- Manlio De Angelis in Two Much - Uno di troppo
- Mauro Magliozzi in Larry Flynt - Oltre lo scandalo
- Stefano Mondini in  Milo
- Pino Ferrara ne Il domani non muore mai
- Luciano Roffi in Fino all'inferno
- Carlo Sabatini in Man on the Moon
- Oliviero Dinelli in La vera storia di Biancaneve
- Edoardo Siravo in Eliminate Smoochy
- Daniele Valenti in Amadeus (ridoppiaggio)

Come doppiatore è stato sostituito da:
- Massimiliano Plinio in Brutti e cattivi

Nella miniserie televisiva Ferrari recita in italiano.

## Opere
- Papa Andrea's Sicilian Table - Recipes from a Sicilian Chef as Remembered by His Grandson, New York, Citadel Press, 1993 (uscito in edizione riveduta nel 2001 come Papa Andrea's Sicilian Table - Recipes and Remembrances of My Grandfather).
- Bruculinu, America - Remembrances of Sicilian-American Brooklyn, Told in Stories and Recipes, Boston, Houghton Mifflin, 1998.
  - (IT) Bruculinu America, traduzione di R. Pucci di Benischi, (Collana “Il divano”), Palermo, Sellerio, 2003, ISBN 9788838918797.
- The Sicilian Cookbook - Recipes From a Sicilian Chef as Remembered by His Grandson, New York, Birch Lane Press, 1999.
- Many Beautiful Things - stories and recipes from Polizzi Generosa, New York, Simon & Schuster, 2002, ISBN 978-0-7432-1528-2